# Ja ke nge
Ja ke nge – singel Aurelii Gaçe, wydany 20 lipca 2012 roku. Utwór został napisany przez Rozanę Radi, a skomponowany przez Adriana Hila. Piosenka pochodzi z albumu Paraprakisht.
Teledysk do piosenki został opublikowany w serwisie YouTube 7 sierpnia 2012 roku, a nad jego produkcją czuwała firma Max Production.
„Ja ke nge” jest trzecim singlem Aurelii Gaçe wydanym w 2012 roku, po „Tranzit” i „Boom Boom Boom”.